# Tachov (Česká Lípa-i járás)
Tachov település Csehországban, Česká Lípa-i járásban. Tachov Ždírec, Okna, Doksy és Dubá településekkel határos. Lakosainak száma 221 fő (2024. január 1.).

## Népesség
A település lakosságának változását az alábbi diagram mutatja:
| Lakosok száma | 251  | 224  | 209  | 165  | 85   | 191  | 226  | 206  | 198  | 221  |
|               | 1869 | 1900 | 1921 | 1961 | 1980 | 2011 | 2016 | 2019 | 2021 | 2024 |